# Hendrik Lehnert

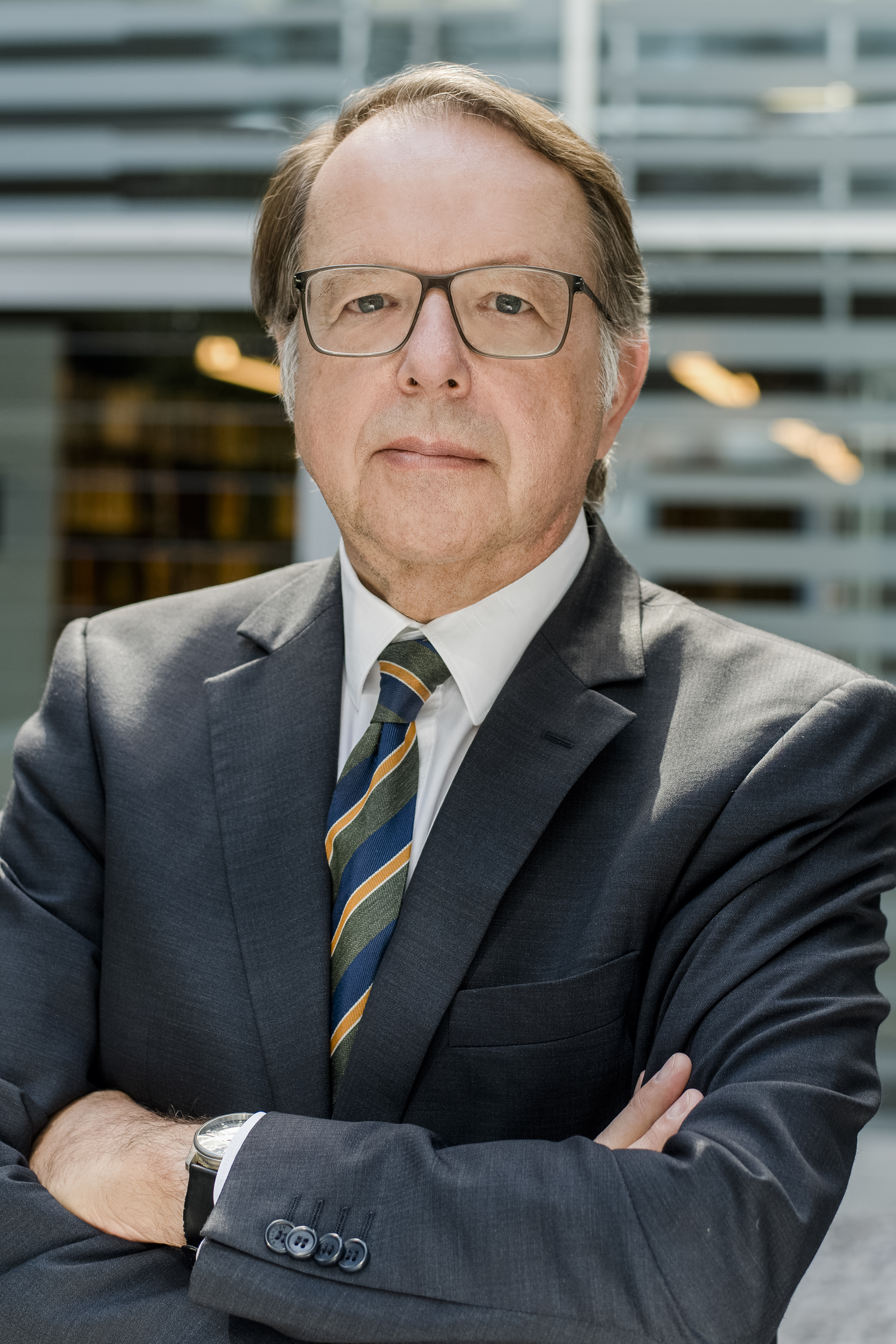
Hendrik Lehnert (2021)

Hendrik Lehnert (* 1954 in Karlstad, Schweden) ist ein deutscher Internist und Wissenschaftler. Neben seiner Tätigkeit als Klinikdirektor war er von 2014 bis 2017 Präsident der Universität zu Lübeck und von 1. Oktober 2019 bis 30. September 2023 war er Rektor der Universität Salzburg.

## Leben und Wirken

### Herkunft und Ausbildung
Hendrik Lehnert ging im Ruhrgebiet zur Schule und legte im Jahr 1972 sein Abitur am Gymnasium Petrinum Recklinghausen ab. Anschließend studierte er Psychologie mit dem Abschluss als Diplom-Psychologe 1977 und Humanmedizin an der Westfälischen Wilhelms-Universität in Münster mit Staatsexamen und Approbation 1980.

### Berufliche Laufbahn
Nach der Promotion forschte Lehnert 1982/83 als DFG-Stipendiat am Laboratory of Neuroendocrine Regulation am Massachusetts Institute of Technology und am Cardiovascular Laboratory der Harvard School of Public Health und war bis 1986 an der Universitäts-Poliklinik Münster tätig. Danach wechselte er an die Abteilung für Endokrinologie und Stoffwechsel der Universitäts-Klinik Mainz, wo er als Facharzt für Innere Medizin tätig war und sich 1991 an der Universität Mainz für das Fach Innere Medizin habilitierte.
Von 1994 bis 2005 war er Direktor der Klinik für Endokrinologie und Stoffwechselerkrankungen an der Medizinischen Fakultät der Otto-von-Guericke-Universität Magdeburg, 2005 wechselte er als Chair of Medicine an die Medical School der University of Warwick. Seit 2007 ist er Direktor der I. Medizinischen Klinik am Universitätsklinikum Schleswig-Holstein, mit Unterbrechung von 2014 bis 2017. In dieser Zeit fungierte er als Präsident der Universität zu Lübeck. An der Universität zu Lübeck wird der seit 2014 nach ihm benannte Hendrik-Lehnert-Preis für besonderes studentisches Engagement vergeben.
Im Februar 2019 wurde Lehnert vom Universitätsrat zum Rektor der Universität Salzburg gewählt. Er folgte in dieser Funktion mit 1. Oktober 2019 Heinrich Schmidinger nach. Durch seine Umstrukturierungspläne und seinen Führungsstil an der Universität Salzburg stieß Lehnert auf Kritik. Ein Antrag zur Abwahl wurde von anonymen Autoren beim Senat eingereicht. Mehr als 400 Personen unterzeichneten eine Petition, die den Reformkurs des Rektors unterstützte und das Vorgehen der Kritiker ablehnte. Am 15. Dezember 2020 wurde vom 26-köpfigen Senat in einer Onlinesitzung über den Abwahlantrag abgestimmt. Mit 13 zu 13 Stimmen fand er knapp keine Mehrheit. Im Februar 2021 wurden die Reformpläne von Rektor Lehnert mit klarem Votum befürwortet. Im Zuge der Internationalisierung wurde die Universität Salzburg im Jahr 2021 in die Universitätsallianz CIVIS aufgenommen. Im jährlichen Shanghai-Ranking konnte sich die Universität Salzburg auf die Gruppe der Top 701–800 verbessern. Mit 30. September 2023 endete die Amtszeit Lehnerts als Rektor der Universität Salzburg. Im April 2024 gab er bekannt, eine nochmalige Kandidatur als Rektor der Universität Salzburg nicht in Erwägung zu ziehen.

### Weitere Engagements und Mitgliedschaften
- 2001–2008: Fachgutachter für Innere Medizin der DFG
- 2001: Tagungspräsident der Deutschen Gesellschaft für Endokrinologie
- 2002–2005: Präsident der Deutschen Gesellschaft für Endokrinologie
- 2008–2012: Vorstandsmitglied und 2011 Präsident der Deutschen Gesellschaft für Innere Medizin[11]
- 2010–2019: Vorsitzender der Medizinischen Gesellschaft zu Lübeck
- 2013–2017: Sprecher des Graduiertenkollegs GRK 1957/1 „Adipocyte-Brain-Crosstalk“
- 2013–2018 Sprecher des Transregio-Sonderorschungsbereiches TR134 „Ingestive Behaviour: Homeostasis and Reward“
- 2013–2019: Standortsprecher für Lübeck als assoziierter Partner des Deutschen Zentrums für Diabetes
- 2018–2021: Vorstandsmitglied der Deutschen Diabetes Gesellschaft (DDG),[12] deren Jahrestagung er im Jahr 2021 ausrichtete
- Seit 2021: Gesandter der Deutschen Gesellschaft für Innere Medizin (DGIM) im Ausschuss der Österreichischen Gesellschaft für Innere Medizin (ÖGIM)[13]
- Seit 2024: Research Advisor am University Hospital of Coventry and Warwickshire (UHCW)[14]

## Auszeichnungen (Auswahl)
- 2007: Fellow des Royal College of Physicians[2]
- 2008: Bürger-Büsing-Preis für Verdienste in der Diabetesforschung
- 2010: Fellow des American College of Physicians (FACP)
- 2011: Ehrendoktorwürde der Medizinischen Universität Timișoara, Rumänien[15]
- 2012: Medaille der Nordwestdeutschen Gesellschaft für Innere Medizin
- 2025: Ehrenzeichen des Landes Salzburg[16][17]

## Publikationen
Lehnert veröffentlichte über 600 Arbeiten in Fachzeitschriften und ist Herausgeber von mehr als zehn Büchern, darunter die Standard-Lehrbücher des Faches Innere Medizin sowie Endokrinologie und Stoffwechsel und mehrerer Fachzeitschriften. Sein h-Index liegt bei 85.

### Veröffentlichungen (Auswahl)
- Pheochromocytoma: Pathophysiology and Clinical Management (Frontiers of Hormone Research). S. Karger, 2003, ISBN 3-8055-7624-2.
- Innere Medizin. Thieme Verlag, 2014, ISBN 978-3-13-117294-5.
- Rationelle Diagnostik und Therapie in Endokrinologie, Diabetologie und Stoffwechsel. Springer, 2015, ISBN 978-3-13-129554-5.
- DGIM Innere Medizin. Springer, 2020, ISBN 978-3-642-54676-1.
- Marie – Die Fragenstellerin (Starke Frauen). Edition riedenburg, 2022, ISBN 978-3-99082-084-1.